# Ekaterina Ivanovna Razumovskaja
Ekaterina Ivanovna Razumovskaja, in russo Екатерина Ивановна Разумовская? (11 maggio 1729 – San Pietroburgo, 22 luglio 1771), è stata una nobildonna russa.

## Biografia
Nata Ekaterina Ivanovna Naryškina, figlia del capitano di marina Ivan L'vovič Naryškin (1700-1734) e di Dar'ja Kirillovna Naryškina (1709-1730). Suo padre era nipote della regina Natal'ja Kirillovna Naryškina, perciò Ekaterina era cugina di secondo grado dell'imperatrice Elisabetta.
Sua madre morì quando aveva solo un anno, e, dopo quattro anni, morì anche suo padre. Crebbe nella casa di suo zio, Aleksandr L'vovič Naryškin.

## Matrimonio
Dopo l'ascesa al trono di Elisabetta, Ekaterina sposò, il 27 ottobre 1746, il conte Kirill Grigor'evič Razumovskij, in presenza dell'imperatrice. Ebbero undici figli:
- Natalia Kirillovna (1747-1837), sposò Nikolaj Aleksandrovič Zagrjažskij (1743-1821), non ebbero figli;
- Aleksandr Kirillovič (1748-1822);
- Elizaveta Kirillovna (1749-1813), sposò Pëtr Fedorovič Apraksin (1728-1813);
- Andrej Kirillovič (1752-1836);
- Dar'ja Kirillovna (1753-1762);
- Anna Kirillovna (1754-1826), sposò Vasilij Vasil'čikov, ebbero cinque figli;
- Praskov'ja Kirillovna (1755-1808), sposò Ivan Vasil'evič Gudovič, ebbero sette figli;
- Lev Kirillovič (1757-1808), sposò Marija Fosdick Golicyn, non ebbero figli;
- Grigorij Kirillovič (1759-1837);
- Ivan Kirillovič (1761-1802).

## Morte
Morì a San Pietroburgo nel 1771. È stata sepolta nella Chiesa dell'Annunciazione del Monastero di Aleksandr Nevskij, vicino al marito.